# Biblioteca latină
Biblioteca latină este un site care colectează texte din domeniul public în limba latină. Textele provin din surse variate. Multe au fost scanate și formatate de pe textele tipărite ce aprțin domeniului public. Altele au fost descărcate de pe diverse site-uri de pe net Internet (dintre care multe site-uri  nici nu mai există). Multe dintre textele mai recente au fost propuse de către contribuabili ce trăiesc în întreaga lume. 

## Listă de scriitori de limba latină
| - Ammianus - Apuleius - Augustus - Aurelius Victor - Cezar - Cato - Catullus - Cicero - Claudian - Curtius Rufus - Ennius - Eutropius - Florus - Frontinus - Gellius - Historia Augusta - Quintus Horatius Flaccus - Justinus - Juvenal | - Lucanus - Lucretius - Martial - Nepos - Ovidiu - Persius - Petronius - Phaedrus - Plautus - Pliny Maior - Pliny Minor - Propertius - Quintilian - Sallust - Seneca Maior - Seneca Minor - Silius Italicus - Statius | - Suetonius - Sulpicia - Tacitus - Terence - Tibullus - Valerius Flaccus - Valerius Maximus - Varro - Velleius - Vergil - Vitruvius - Ius Romanum - Creștini - Toma de Aquino - Medievali - Henric al VII-lea al Angliei - Neo-Latini - Cristofor Columb (1451-1506) |